# Harasztifalu
Harasztifalu is een plaats (község) en gemeente in het Hongaarse comitaat Vas. Harasztifalu telt 181 inwoners (2001).